# Nikita (Crimée)
Pour les articles homonymes, voir Nikita.
Nikita (en russe : Никита ; en ukrainien : Нікіта ; en tatar de Crimée : Nikita) est une commune urbaine de république autonome de Crimée, en Ukraine, occupée par la Russie depuis 2014, intégrée à la municipalité de Yalta. Sa population s'élevait à 2 466 habitants en 2013.
Nikita est connue pour le jardin botanique de Nikita, qui porte le nom de la localité.

## Géographie
Nikita se trouve à 6 km à l'est de Yalta, au bord de la mer Noire.

## Administration
La commune urbaine de Nikita fait partie de la municipalité de Yalta.

## Histoire
La première mention du village remonte à l'époque byzantine.
Au début du XIXe siècle, le village de Nikita appartient à un propriétaire terrien, Smirnov. Il est racheté par l'État en 1811 afin d'y créer un jardin botanique. 
Au cours de la période soviétique, la localité est nommée Botanitcheskoïe (« botanique » en russe). Elle reçoit le statut de commune urbaine en 1971. 
Le nom de « Nikita » est rétabli après la dissolution de l'Union soviétique et devient officiel le 1er avril 1991.
Aujourd'hui le canton développe en particulier l'accueil estival (transport en public, plage propre, zone forestière protégée...), favorisé par la proximité de Yalta.

## Population
Recensements (*) ou estimations de la population :
| 1926* | 1939* | 1979* | 1989* | 2001* |
| ----- | ----- | ----- | ----- | ----- |
| 717   | 980   | 2 119 | 2 279 | 2 162 |

| 2009  | 2010  | 2011  | 2012  | 2013  |
| ----- | ----- | ----- | ----- | ----- |
| 2 449 | 2 458 | 2 454 | 2 465 | 2 466 |

## Transports

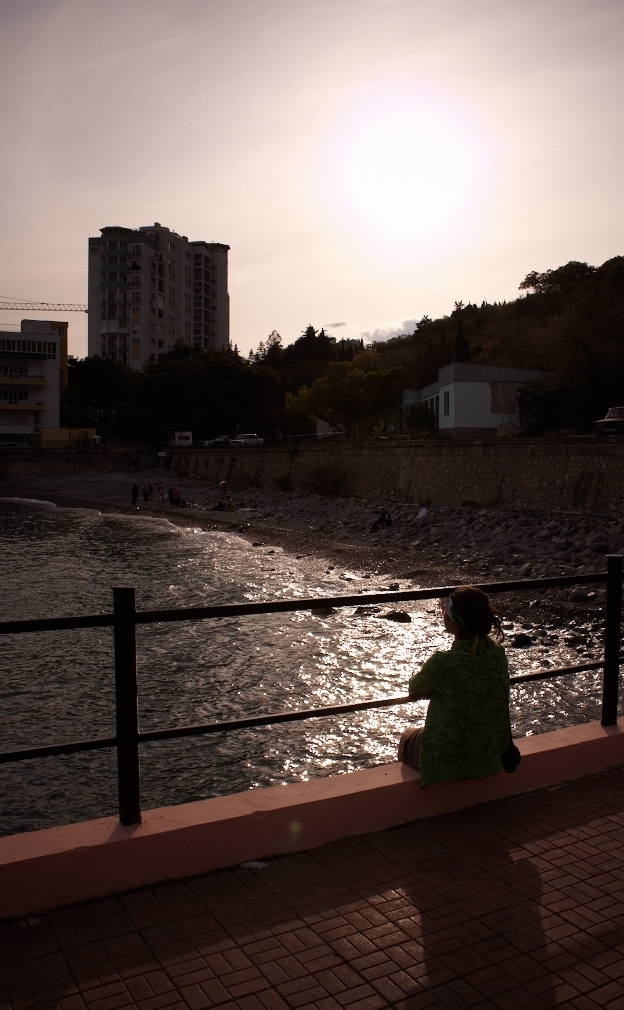
plage de Nikita

Nikita est desservie par le Trolleybus de Crimée, qui relie Simféropol à Yalta par Alouchta.